# گورستان وسایل نقلیه

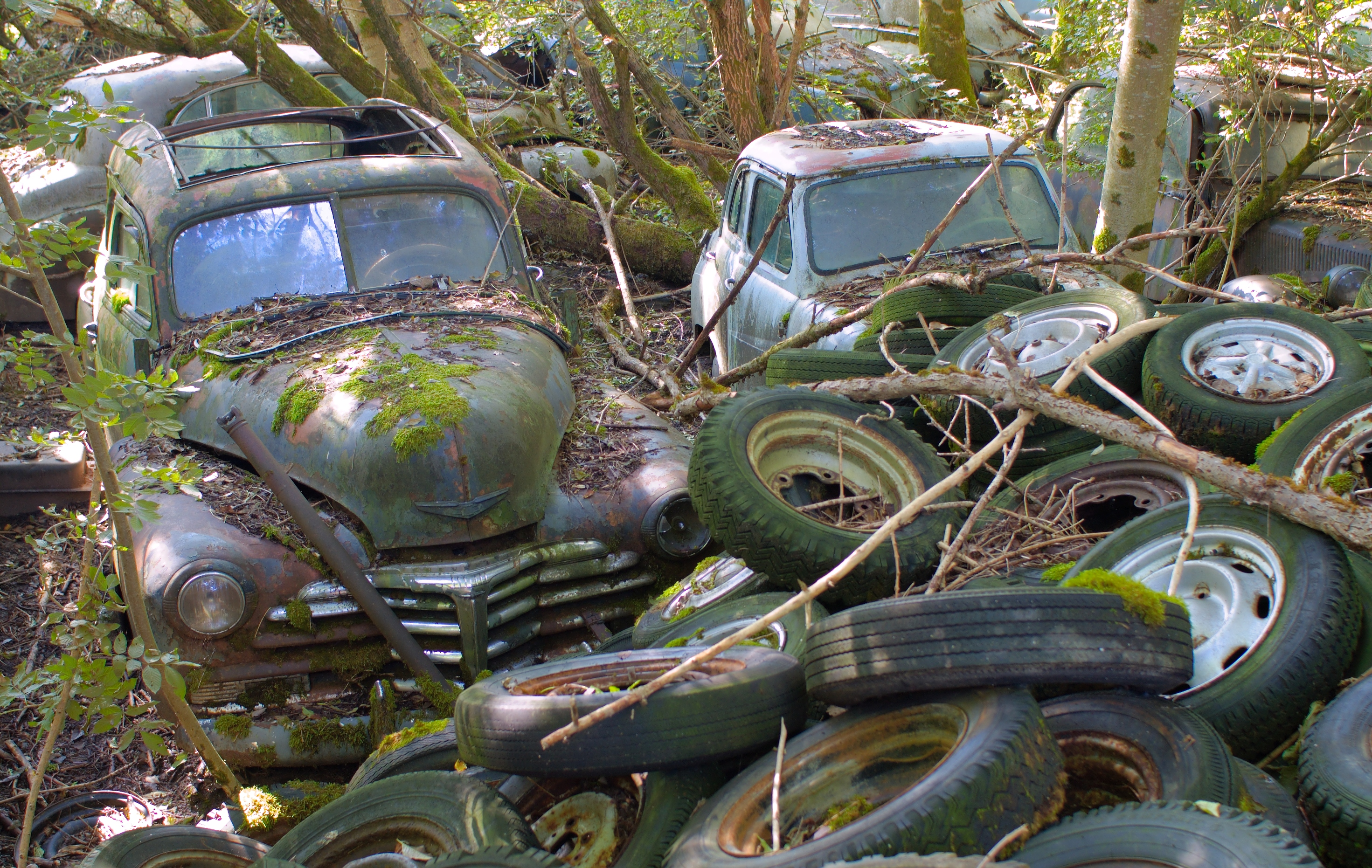
قبرستان ماشین، روستا کافدورف، کانتون برن در سوئیس، سپتامبر ۲۰۰۸

گورستان یا قبرستان وسایل نقلیه مکانی است که در آن تعداد زیادی از وسیله نقلیه، که اغلب از یک نوع هستند، رها شده‌اند. این وسایل نقلیه در انتظار اوراق شدن، بازیافت یا ممکن است فقط برای تجزیه و پوسیده شدن در این مکان ها قرار گرفته باشند. اکثر این مکان‌ها عمداً و به این منظور ایجاد می‌شوند و بسیاری از آنها دارای نگهبان و حفاظ هستند، در حالی که برخی از آن‌ها فراموش شده و برای مدتی کشف نشده باقی می‌مانند. این مکان‌ها می‌توانند مقاصد محبوبی برای گردشگران باشند.

## دسته‌بندی گورستان خودرو

### هواپیما

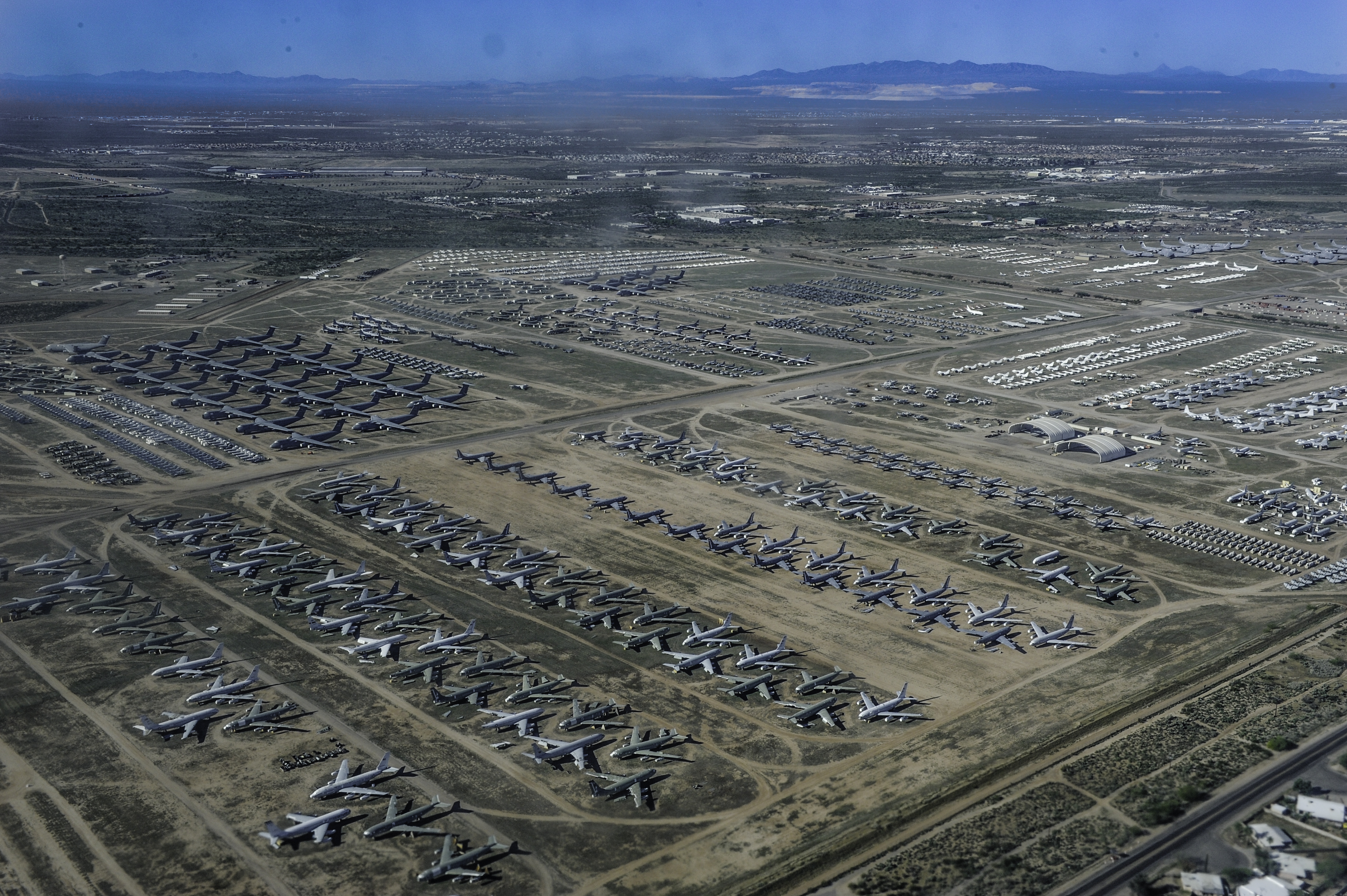
هواپیماها در انبار پایگاه نیروی هوایی دیویس–مونتهن در آریزونا

گورستان هواپیما یا قبرستان هواپیما، مکانی است که هواپیماهای بی‌شماری در آن انبار شده‌اند. بزرگ‌ترین آنها گروه تعمیر و نگهداری و بازسازی هوافضای ۳۰۹ می‌باشد که در پایگاه نیروی هوایی دیویس–مونتهن قرار دارد. این گورستان زمینی به مساحت تقریباً ۲۶۰۰ هکتار را در اشغال کرده و حدود ۴۴۰۰ هواپیما را در آن وجود دارد. همچنین منطقه‌ای در جنوب اقیانوس آرام، قطب اقیانوسی غیرقابل دسترس، ایجاد شده که بیش از ۲۶۰ فضاپیما و ماهواره پس از پایان عمر کاری خود، از جمله ایستگاه فضایی میر ، در آن مستقر شده‌اند.

### خودروها

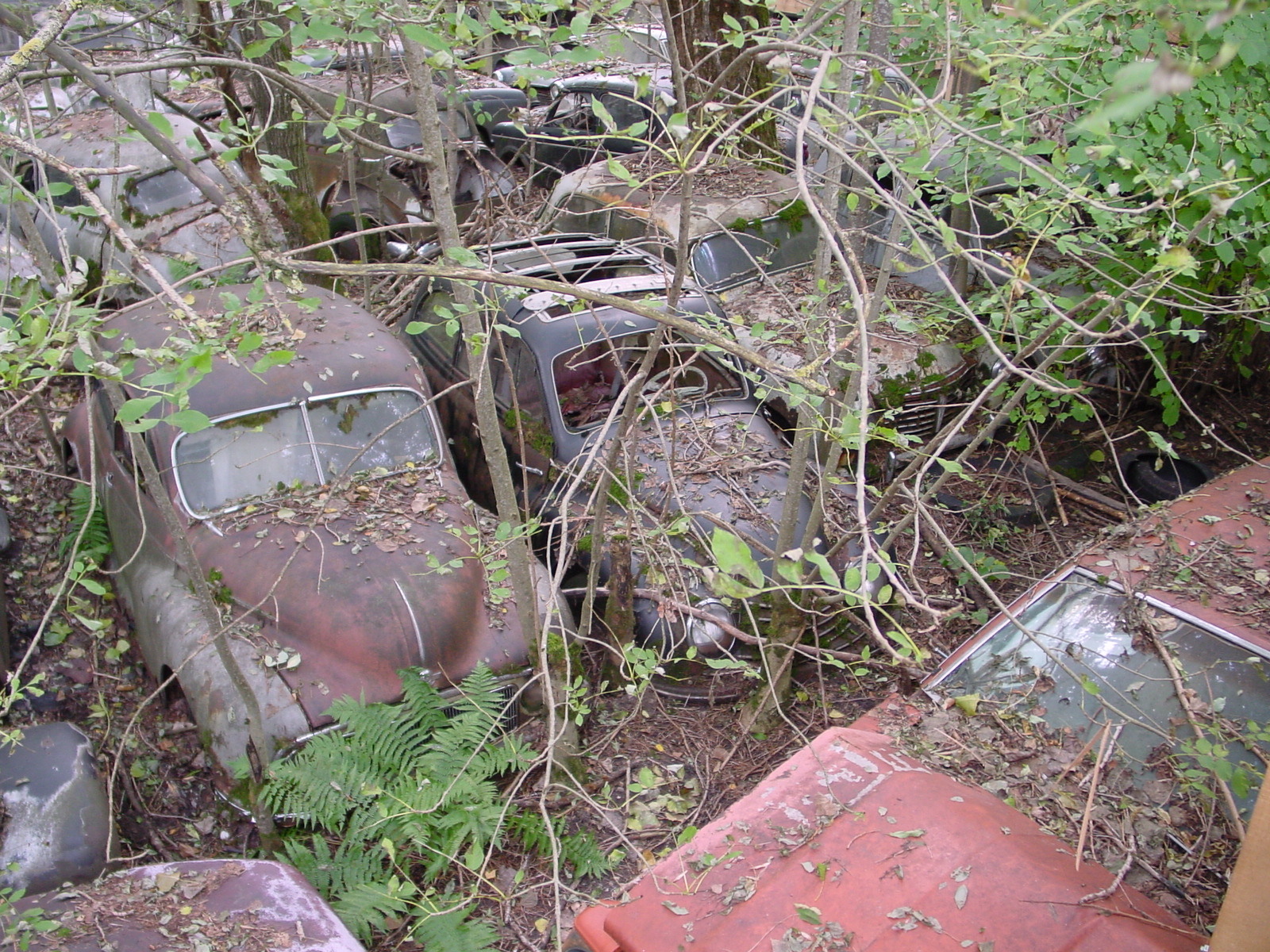
قبرستان ماشین، روستا کافدورف، کانتون برن در سوئیس، سپتامبر ۲۰۰۸، قبل از پاکسازی

گورستان خودرو مکانی است که در آن خودروها یا سایر وسایل نقلیه جاده‌ای تا زمان پوسیده شدن یا از بین رفتن نگهداری می‌شوند. یک نمونهٔ بزرگ از این نوع گورستان نزدیک ویکتورویل، کالیفرنیا است که صدها هزار خودرویی که پس از رسوایی آلایندگی سال ۲۰۱۵ توسط فولکس واگن بازخرید شده بودند، اکنون در آنجا نگهداری می‌شوند.

### کشتی‌ها
گورستان کشتی‌ها مکانی است که بدنه کشتی‌ها در آنجا پوسیده و متلاشی می‌شود. بزرگ‌ترین گورستان کشتی‌ها در خلیج نوادیبو، موریتانی است که بیش از ۳۰۰ کشتی در آن یافت می‌شود.

### قطارها
گورستان مکانی است برای پوسیده شدن قطارها و وسایل نقلیه ریلی. گورستان قطارها (یا به زبان محلی: سمنتریو د ترنس) در نزدیکی اویونی، بولیوی،شامل قطارهایی می‌شود که قدمتشان به قرن نوزدهم برمی‌گردد و در دشت‌های نمکی وسیع سالار د اویونی رها شده‌اند تا زنگ بزنند این مکان به عنوان یک جاذبه گردشگری عمل می‌کند.